# Bosc-Roger-sur-Buchy
Bosc-Roger-sur-Buchy település Franciaországban, Seine-Maritime megyében. Lakosainak száma 755 fő (2018. január 1.). Bosc-Roger-sur-Buchy Bois-Héroult, Bosc-Bordel, Buchy, Héronchelles, Mathonville, Montérolier és Sainte-Croix-sur-Buchy községekkel határos.

## Népesség
A település népességének változása:
| Lakosok száma | 739  | 731  | 735  | 755  |
|               | 2013 | 2015 | 2017 | 2018 |